# L'any del pensament màgic
L'any del pensament màgic (2005), de Joan Didion (1934-2021), és un relat de l'any següent a la mort del marit de l'autora, el també escriptor John Gregory Dunne (1932-2003). Publicat per Knopf el mes d'octubre de 2005, L'any del pensament màgic va ser immediatament aclamat com un llibre clàssic sobre el dol. Va guanyar el Premi Nacional del Llibre de no ficció de 2005 i va ser finalista tant del Premi del Cercle Nacional de Crítics de Llibres com del Premi Pulitzer de Biografia o Autobiografia. En català el llibre es va publicar originalment per La Magrana l'any 2007.

## Estructura i temes
El 25 de desembre de 2003, la filla adoptiva de Joan Didion i John Dunne, Quintana Rosego Dunne Michael, fou ingressada en la unitat de vigilància intensiva d'un hospital de Nova York amb una pneumònia que posteriorment va derivar en xoc sèptic. Quintana, de trenta-set anys, s'havia casat aquell any amb el músic Gerry Michael. El 30 de desembre de 2003, en tornar de visitar la seva filla malalta, el marit de Didion, John Dunne, va sofrir un infart mentre preparava el sopar i va morir.
El llibre relata les experiències de dolor que Didion va experimentar després de la mort de Dunne el 2003. Posteriorment, el 2004, la seva filla Quintana va ser hospitalitzada novament després de caure's i colpejar-se el cap en desembarcar d'un avió a l'aeroport LAX. Després d'assabentar-se de la mort del seu pare, va tornar a Malibú, la llar de la seva infància.
El llibre ressegueix com Didion reviu i torna a analitzar la mort del seu marit al llarg de l'any següent, a més a més de la cura i hospitalitzacions constants de Quintana. Amb cada repetició de l'esdeveniment, l'enfocament en certs aspectes emocionals i físics de l'experiència canvia. Didion també incorpora en el llibre recerques mèdiques i psicològiques sobre el dol i la malaltia.
El títol del llibre es refereix al pensament màgic en el sentit antropològic, pensant que si una persona espera alguna cosa prou o realitza les accions correctes, llavors es pot evitar un esdeveniment inevitable. Didion informa molts casos del seu propi pensament màgic, particularment la història en la qual no pot regalar les sabates de Dunne, ja que ell les necessitaria quan tornés. L'experiència de bogeria o trastorn que forma part del dol és un tema important en llibre, i sobre el qual Didion no va poder trobar massa literatura existent.
Didion aplica el desaferrament periodístic pel qual és coneguda en la seva pròpia experiència de dol i, per tant, hi ha ben poques expressions d'emoció crua en tot el llibre. A través de l'observació i l'anàlisi dels canvis en el seu propi comportament i capacitats, Didion expressa indirectament el preu emocioanl que li està cobrant el seu dolor. La turmenten preguntes sobre els detalls mèdics de la mort del seu marit, la possibilitat que ell l'hagi percebut per endavant i com ella podria haver fet que el temps que li quedava fora més significatiu i de qualitat. Els records fugaços d'esdeveniments i els fragments persistents de converses passades amb John adquireixen un nou significat. Els continus problemes de salut i les hospitalitzacions de la seva filla agreugen i interrompen encara més el curs natural del dol.

## Procés d'escriptura
Didion va escriure L'any del pensament màgic entre el 4 d'octubre i el 31 de desembre de 2004, completant-ho un any i un dia després de la mort de Dunne. Les notes que va prendre durant les hospitalitzacions de Quintana van passar a formar part del llibre. Quintana Rosego Dunne Michael va morir de pancreatitis el 26 d'agost de 2005, abans de la publicació del llibre, però Didion no va revisar el manuscrit. En canvi, va dedicar un segon llibre, Nits blaves, a la mort de la seva filla.

## Recepció
La novel·la es va convertir immediatament en un èxit de vendes als Estats Units. El llibre va vendre més de 600.000 còpies només en el primer any.
The New York Times Book Review va elogiar les memòries com "no decebedores. Al contrari. Encara que el material és literalment terrible, l'escriptura és estimulant i el que es desenvolupa s'assembla a una narrativa d'aventures". Per la seva banda, The New York Review of Books va declarar: "No puc imaginar-me morir sense aquest llibre". La ressenya mixta de l'American Prospect va trobar que el llibre es llegia "com un Informe Warren sobre la mort de LBJ". L'any 2019, el llibre va ocupar el lloc 40 en la llista de The Guardian dels 100 millors llibres del segle xxi .
Andrew O'Hehir va atribuir l'esdeveniment mediàtic que va desencadenar el llibre de Didion a l'obsessió de la societat estatunidenca per les "històries reals" com a compensació per la seva pròpia falta d'experiència. Didion també descriu una destinació que espera a tots els lectors. També va interpretar la tragèdia familiar de Didion com un senyal de la pèrdua de poder de la generació del baby boom. Si la mateixa dona el treball de la qual era explicar la societat i la cultura estatunidenques al públic a través de les seves obres hagués d'acceptar el col·lapse del seu cosmos privat, s'obriria una bretxa epistemològica en el món.